# Estelle Wettstein
Estelle Wettstein (* 2. Dezember 1996 in Uster) ist eine Schweizer Dressur- und Springreiterin.

## Leben
Estelle Wettstein verfolgt im Dressur- und Springreiten eine erfolgreiche Springkarriere. Bis 2017 gehörte sie als Nachwuchstalent sowohl in der Dressur als auch im Springen dem Schweizer Kader der Jungen Reiter sowie dem Kader Dressur U25 an. Seit 2019 ist sie Mitglied im Schweizer Dressur-Elitekader. Mit ihren Eltern, Ernst und Marie-Line Wettstein, führt sie den Sport- und Handelsstall Wettstein in Wermatswil. Ernst Wettstein ist ein ehemaliger Rennreiter und Springreiter, Marie-Line Wettstein war von 2000 bis 2009 ständiges Mitglied des Schweizer Dressur-Elitekaders. Auch Estelles ältere Schwester Aurélie hatte sich im Schweizer Elitekader Springsports etabliert, sich jedoch 2015 zugunsten von Studium und Beruf vom Spitzensport zurückgezogen.

## Sportliche Erfolge
Wettstein nahm insgesamt an zwölf Nachwuchs-Europameisterschaften teil, ab 2018 bei der Elite. Sie ist mehrfache Schweizer Meisterin der Junioren und der Jungen Reiter. 2013 gewann sie mit Benita die Teamgoldmedaille bei den Junioren-Europameisterschaften im Springen in Spanien und den vierten Platz an der Junioren-EM 2014 im Einzel. Ein erster internationaler Erfolg gelang ihr bei der Nachwuchs-Europameisterschaft 2016 der Dressurreiter, als sie mit der damals achtjährigen Stute West Side Story in der Kür der Jungen Reiter den vierten Platz belegte. 2018 wurden sie und West Side Story erstmals für die Weltreiterspiele in Tryon (USA) in der Dressur-Elite nominiert, wo sie als zweitjüngste Reiterin teilnahm.
2020 wurde sie Elite-Schweizer-Meisterin in der Dressur mit West Side Story und holte zudem in der Kategorie U25 mit dem damals zehnjährigen Wallach Quarterboy die Goldmedaille. Im Jahr 2021 nahm sie an den Olympischen Sommerspielen 2020 in Tokio teil. Sie beendete den Wettbewerb auf dem 41. Platz.